# Herman F. Achminow
Herman Feofilowitsch Achminow auch German F. Achminow (* 22. Mai 1921 in Archangelsk; † 28. Februar 1985 in Bonn) war ein deutsch-russischer Sowjetologe und Publizist.

## Werdegang
Achminow wuchs in Leningrad auf. Sein Vater gehörte der Partei der Bolschewiki an, er fiel später der Herrschaft Stalins zum Opfer. In Leningrad studierte Achminow ab 1939 Literaturwissenschaft. Ab dem Tag des Überfalls auf die Sowjetunion nahm er am Deutsch-Sowjetischen Krieg teil. Er geriet noch im selben Jahr in deutsche Kriegsgefangenschaft. 1942 schloss er sich der Wlassow-Armee an, um fortan auf  deutscher Seite zu kämpfen.
Nach Kriegsende blieb Achminow in Deutschland und ließ sich 1948 bis 1949 in München zum Journalisten ausbilden. Er nahm sein Studium in Oxford wieder auf und schloss es 1958 ab. Achminow führte den Titel eines Doctor of Letters (D. Litt.) der University of Oxford.
Von 1958 bis zu seiner Schließung 1972 arbeitete Herman Achminow in leitender wissenschaftlicher Position am Münchner Institut zur Erforschung der UdSSR und ab 1969 auch als Chefredakteur der Institutszeitschrift Bulletin of the Institute. Am Münchner Zentrum der University of Oklahoma lehrte er von 1968 bis 1972 als Gastprofessor Soziologie und Politische Wissenschaft. Danach lebte Achminow in Köln; er arbeitete weiter als Publizist. Als Mitarbeiter der Deutschen Welle moderierte er die Sendung Am Runden Tisch.
Herman F. Achminow war mit der Journalistin Gisela Schölgens verheiratet und hatte mit ihr zwei Töchter und einen Sohn sowie einen weiteren Sohn aus einer früheren Beziehung.

## Themenwahl und Werke
Der überwiegende Teil von Herman Achminows Veröffentlichungen beruht auf Analysen des Regierungssystems und der Gesellschaft in der Sowjetunion, aus denen Vorhersagen für die weitere Entwicklung und Empfehlungen für die Ostpolitik der westlichen Staaten abgeleitet werden. Eine seiner Folgerungen war die Prophezeiung der Bildung einer technisch und verwaltungspraktisch gebildeten Schicht, die zum Gegenspieler der personell festliegend besetzten und korrumpierten Parteielite wird.
Ausgewählte Monografien
- Warum ändern die Sowjets ihren Kurs?  Die Sowjetunion, Europa und das Deutschlandproblem aus der Reihe Rote Weißbücher. Verlag Rote Weißbücher, Köln 1953
- Diktatur ohne Diktator. Die Entwicklung der UdSSR nach Stalins Tod. Zope, München 1956
- Die Totengräber des Kommunismus. Eine Soziologie der bolschewistischen Revolutionen. Steingrüben, Stuttgart 1964[11][12]
- Breschnew und Kossygin – Die neuen Männer im Kreml?. v. Tucher, Diessen 1964
- Die Europäische Föderalistische Partei (EFP) – Ideen, Probleme, Chancen. Eurolit, Landshut 1972
- Auf dem Weg zum III. (dritten) Weltkrieg. Europrisma, Hagen 1975[13]
- Am großen Krieg „vorbeischleichen“? Zur Friedensstrategie des Konservatismus. Europrisma, Bonn 1983, ISBN 978-3-923920-00-6

Beispiele für Aufsätze
- Die Oberschicht in der Sowjetunion. PDF. In: Aus Politik und Zeitgeschichte, Beilage zur Wochenzeitung Das Parlament, Nr. 47, 1953, ISSN 0479-611X, S. 1–6 (Faksimile, bereitgestellt von der Bundeszentrale für politische Bildung)
- Mythos und Wahrheit in der Geschichtslehre von Marx. PDF. In: Saeculum. Jahrbuch für Universalgeschichte, Bd. 11, 1960, ISSN 0080-5319, S. 266–294. (Faksimile, bereitgestellt von booksc.eu)
- Die sowjetische Albanienpolitik.PDF. In: Balkan Studies, Bd. 4, Nr. 1, 1963, ISSN 2241-1674, S. 83–102 (Faksimile, bereitgestellt von ojs.lib.uom.gr)